# Gene Taylor (musiker)

Gene Taylor, född 2 juli 1952 i Norwalk i Kalifornien, död 20 februari 2021 i Austin i Texas, var en amerikansk blues- och boogie woogie-pianist, som sedan 2007 huvudsakligen var verksam i Belgien. Taylor började arbeta som professionell pianist redan i femtonsårsåldern och spelade bland annat med musiker som Big Joe Turner och T-Bone Walker. Senare ingick han i James Harmans band men från hösten 1974 till våren 1976 tillhörde han Canned Heat. Under 1980-talets första år ingick han i The Blasters, varifrån han så småningom övergick till The Fabulous Thunderbirds. Taylor har även utgivit några soloalbum.

## Diskografi, solo
- 1986 – Handmade
- 2003 – Gene Taylor
- 2009 – 605 Boogie